# 인터넷으로 마약을 파는 법
《인터넷으로 마약을 파는 법》(영어: How to Sell Drugs Online (Fast))은 넷플릭스에서 2019년 5월부터 방영한 독일의 성장, 코미디 드라마이다.